# Casablanca (musikgrupp)
För andra betydelser, se Casablanca (olika betydelser).
Casablanca är ett svenskt rockband med medlemmar från flera andra kända grupper: Josephine Forsman från Sahara Hotnights (trummor), Erik Stenemo från Melody Club (gitarr), Anders Ljung från Space Age Baby Jane (sång), Ryan Roxie från Roxie 77 och Alice Coopers band (gitarr), Mats Rubarth som tidigare spelat fotboll i AIK (bas) och Erik Almström från Bullet (gitarr)
I finalen av Melodifestivalen 2010 uppträdde de med 2009 års vinnarlåt La Voix tillsammans med 2009 års vinnare Malena Ernman. Senare under året släpptes singeln Downtown.
2012 kom debutalbumet Apocalyptic Youth, följt av albumet Riding a Black Swan, 2014. Senaste albumet är Miskatonic Graffiti som släpptes i september 2015.